# Ecchlorolestes peringueyi
Ecchlorolestes peringueyi é uma espécie de libelinha da família Synlestidae.
É endémica da África do Sul. 
Os seus habitats naturais são: rios.
Está ameaçada por perda de habitat.